# Bidjombo
Bidjombo est un village du Cameroun situé dans la région de l'Est, dans le département du Haut-Nyong. Bidjombo fait partie de la commune de Messamena.

## Population et activités
En 1965-1966, la localité comptait 586 habitants, principalement des Bikélé. Lors du recensement de 2005 on y dénombrait 604 personnes. En 2019 on peut le dire sans grand risque de se tromper que ce grand village Bidjombo pourrait déjà compter près de 1 000 âmes réparties dans les secteurs (quartiers) Fenn, Mpand Bidjombo, Bidjombo en bas, Nkoulmouombo, et Bidjombo plateau. 
Siège de la chefferie supérieure du canton Bikelé sud, Bidjombo possède un marché périodique, un dispensaire,un poste agricole, un centre d'état civil secondaire et une école publique à cycle complet qui date de 1929. 
Comme chez les peuples de la forêt, les populations de Bidjombo vivent essentiellement de l'agriculture. La culture de rente la plus répandue est le cacao. Les cultures vivrières sont nombreuses et variées. Ici, les agriculteurs pratiquent l'agriculture itinérante sur brulis. La chasse, l'élevage et le petit commerce sont aussi pratiqués.
Comme dans la majorité des villages de la région de l’Est, Bidjombo fait face à un certain nombre de problèmes :
- le manque de voies de communication et le très mauvais état des pistes existantes ;
- absence d'un établissement d'enseignement secondaire, alors que ce village se situe à 25 km du chef-lieu de l'arrondissement de Messamena ;
- le manque d'enseignants et bien d'autres.

Il est à noter que le siège de la chefferie supérieure du canton Bikelé sud avec son imposant bâtiment colonial peut être considéré comme un site touristique à visiter.